# خط عرض 17° جنوب
خط عرض 17° جنوب هي إحدى دوائر العرض الجغرافية، وهي دوائر وهمية تحيط بالكرة الأرضية، وموازية لخط الاستواء، وتتميز هذه الدائرة بأن الأراضي الواقعة عليها تنتمي للمنطقة المدارية الحارة.

## حول العالم
خط عرض 17° جنوب يبدأ من خط الزوال الأولي ويتجه شرقا ويمر عبر:
| الإحداثيات                           | البلد أو الإقليم أو البحر | ملاحظات |
| ------------------------------------ | ------------------------- | --- |
| 17°0′S 0°0′E / 17.000°S 0.000°E      | المحيط الأطلسي            | |
| 17°0′S 11°46′E / 17.000°S 11.767°E   | أنغولا                    | |
| 17°0′S 12°58′E / 17.000°S 12.967°E   | ناميبيا                   | |
| 17°0′S 13°25′E / 17.000°S 13.417°E   | أنغولا                    | |
| 17°0′S 22°40′E / 17.000°S 22.667°E   | زامبيا                    | The border with Zimbabwe is in بحيرة كاريبا |
| 17°0′S 27°48′E / 17.000°S 27.800°E   | زيمبابوي                  | |
| 17°0′S 32°53′E / 17.000°S 32.883°E   | موزمبيق                   | |
| 17°0′S 35°3′E / 17.000°S 35.050°E    | مالاوي                    | |
| 17°0′S 35°18′E / 17.000°S 35.300°E   | موزمبيق                   | |
| 17°0′S 39°5′E / 17.000°S 39.083°E    | المحيط الهندي             | قناة موزمبيق - مرورا بشمال جزيرة جوان دي نوفا, أراض فرنسية جنوبية وأنتارتيكية                                                                   |
| 17°0′S 44°14′E / 17.000°S 44.233°E   | مدغشقر                    | |
| 17°0′S 49°33′E / 17.000°S 49.550°E   | المحيط الهندي             | |
| 17°0′S 49°51′E / 17.000°S 49.850°E   | مدغشقر                    | جزيرة سانت ماري |
| 17°0′S 49°53′E / 17.000°S 49.883°E   | المحيط الهندي             | مرورا بجنوب Coco Island, موريشيوس |
| 17°0′S 122°21′E / 17.000°S 122.350°E | أستراليا                  | أستراليا الغربية |
| 17°0′S 123°15′E / 17.000°S 123.250°E | King Sound                | |
| 17°0′S 123°49′E / 17.000°S 123.817°E | أستراليا                  | أستراليا الغربية إقليم شمالي (أستراليا) كوينزلاند - mainland و Wellesley Islands                                                                |
| 17°0′S 139°5′E / 17.000°S 139.083°E  | خليج كاربنتاريا           | |
| 17°0′S 139°16′E / 17.000°S 139.267°E | أستراليا                  | كوينزلاند - Horseshoe Island |
| 17°0′S 139°17′E / 17.000°S 139.283°E | خليج كاربنتاريا           | |
| 17°0′S 139°29′E / 17.000°S 139.483°E | أستراليا                  | كوينزلاند - Bentnick Island |
| 17°0′S 139°31′E / 17.000°S 139.517°E | خليج كاربنتاريا           | |
| 17°0′S 140°57′E / 17.000°S 140.950°E | أستراليا                  | كوينزلاند |
| 17°0′S 145°53′E / 17.000°S 145.883°E | بحر المرجان               | مرورا عبر the جزر بحر المرجان, أستراليا |
| 17°0′S 168°37′E / 17.000°S 168.617°E | فانواتو                   | جزيرة Tongariki |
| 17°0′S 168°38′E / 17.000°S 168.633°E | المحيط الهادئ             | |
| 17°0′S 177°20′E / 17.000°S 177.333°E | فيجي                      | Yasawa Islands |
| 17°0′S 177°21′E / 17.000°S 177.350°E | المحيط الهادئ             | Bligh Water |
| 17°0′S 178°42′E / 17.000°S 178.700°E | فيجي                      | فانوا ليفو island |
| 17°0′S 178°46′E / 17.000°S 178.767°E | المحيط الهادئ             | بحر كورو |
| 17°0′S 179°55′E / 17.000°S 179.917°E | فيجي                      | تافيوني island |
| 17°0′S 179°57′E / 17.000°S 179.950°E | المحيط الهادئ             | مرورا بشمال the Lau Islands, فيجي · مرورا بجنوب ماوبيها atoll, تاهيتي · مرورا بجنوب راياتيا island, تاهيتي · مرورا بجنوب هواهاين island, تاهيتي |
| 17°0′S 149°35′W / 17.000°S 149.583°W | تاهيتي                    | تيشاروا atoll |
| 17°0′S 149°32′W / 17.000°S 149.533°W | المحيط الهادئ             | مرورا بجنوب Tahanea atoll, تاهيتي · مرورا بشمال Motutunga atoll, تاهيتي · مرورا بجنوب Tepoto atoll, تاهيتي                                      |
| 17°0′S 143°5′W / 17.000°S 143.083°W  | تاهيتي                    | Marutea atoll |
| 17°0′S 143°4′W / 17.000°S 143.067°W  | المحيط الهادئ             | مرورا بجنوب Rekareka atoll, تاهيتي |
| 17°0′S 72°6′W / 17.000°S 72.100°W    | بيرو                      | |
| 17°0′S 69°22′W / 17.000°S 69.367°W   | بوليفيا                   | |
| 17°0′S 58°25′W / 17.000°S 58.417°W   | البرازيل                  | ماتو غروسو غوياس ميناس جرايس باهيا |
| 17°0′S 39°10′W / 17.000°S 39.167°W   | المحيط الأطلسي            | |